# Consumatore (ecologia)
In ecologia consumatore viene definito chi si trova, nella piramide alimentare, ad un livello trofico via via superiore a quello dei produttori (organismi autotrofi). 

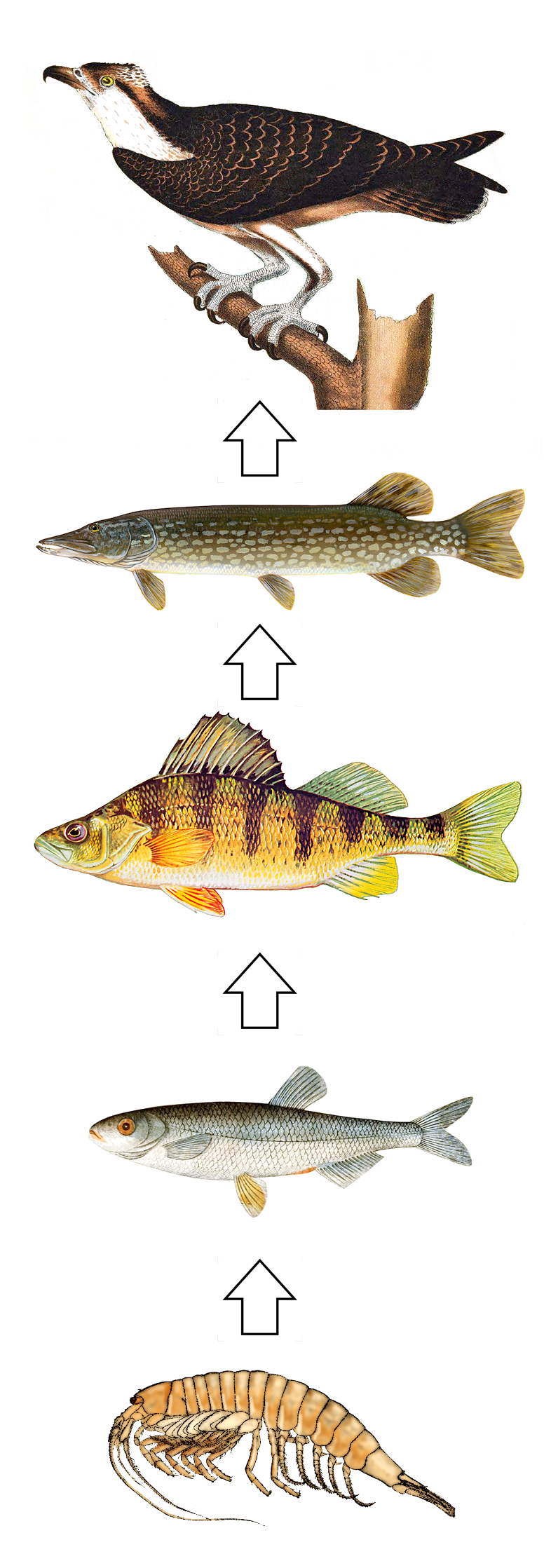
Nella catena alimentare lacustre, in scandinavia, questi organismi rappresentano l'insieme dei livelli dei consumatori.

## Livelli di consumo
Si distinguono quindi consumatori primari (erbivori), secondari, carnivori che predano i precedenti, eccetera. Si può salire con differenti gradini, a seconda degli ecosistemi, fino al livello di consumatori apicali, o superpredatori, al vertice della piramide alimentare.
Generalmente la biomassa di ogni gradino della piramide alimentare, da un consumatore al sovrastante, si riduce ad 1/10.